# Arc mongol
L' arc mongol est un type d'arc composite recourbé utilisé en Mongolie. Un arc mongol peut désigner deux types d'arc. À partir du XVIIIe siècle, la plupart des arcs traditionnels en Mongolie ont été remplacés par un arc similaire à ceux des Mandchous.
Au XVIIIe siècle, bien que la dynastie Qing maintienne le tir à l'arc à des fins militaires, de nombreux groupes mongols ont échangé leurs arcs contre des armes à feu.

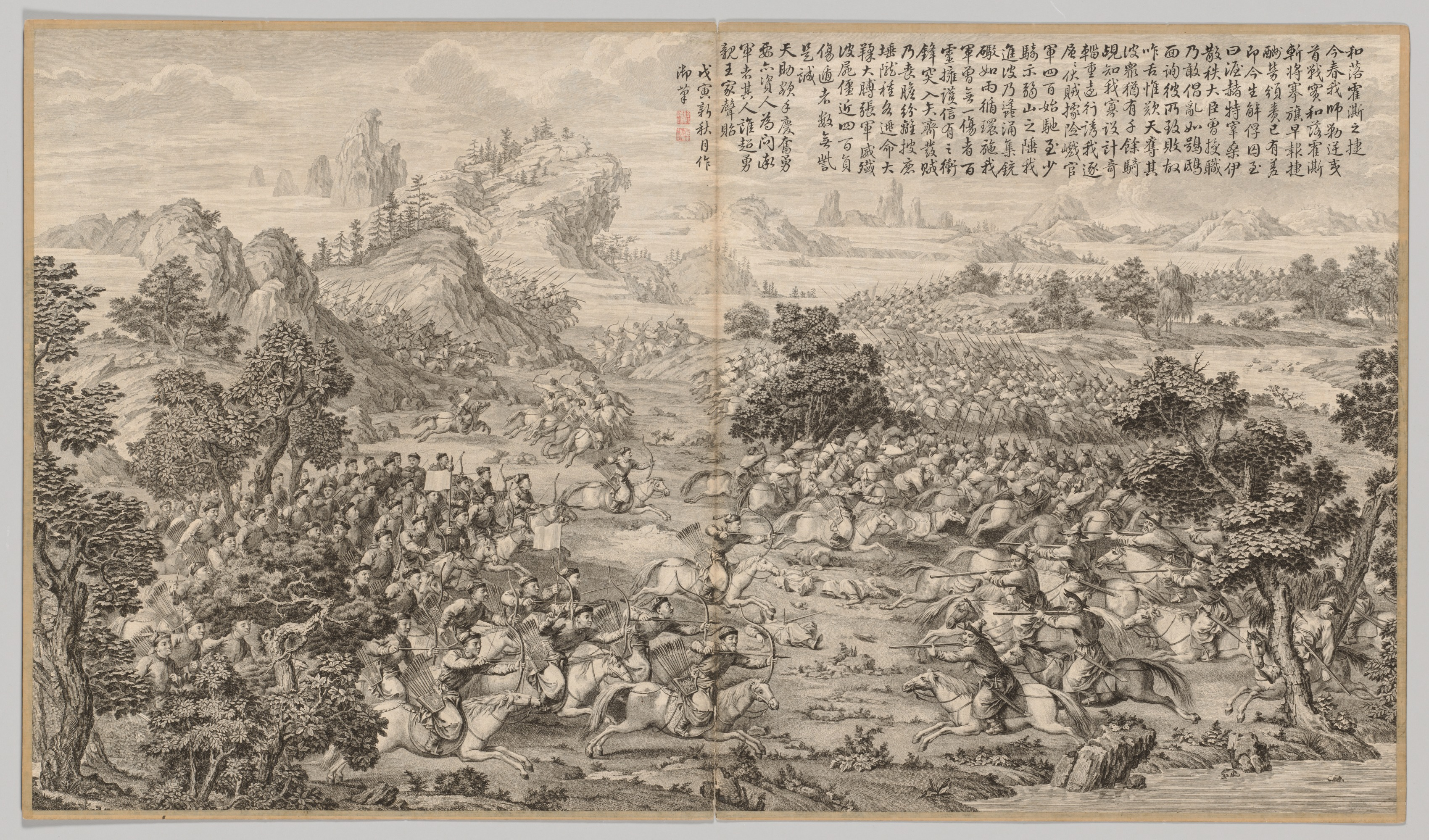
Représente la majorité des Dzungars de Mongolie occidentale (côté droit) armés de mousquets, tandis que leurs ennemis des Qing sont principalement armés de l'arc manchou.

## Arc mongol pré-Qing
Les arcs qui ont été utilisés pendant le règne de Gengis Khan étaient plus petits que les armes modernes dérivées du mandchou utilisées dans la plupart des Naadam. Des peintures et au moins un exemple d'arc mongol du XIIIe siècle de Tsagaan-Khad en Mongolie démontrent que les arcs mongols médiévaux avaient des siyahs plus petits et des ponts à cordes en cuir beaucoup moins proéminents.

## Influence de la dynastie Qing
Du XVIIe au XXe siècle, l'importance du tir à l'arc à cheval en Mongolie (et dans le monde entier) a diminué proportionnellement à la mise à disposition des armes à feu. Les représentations contemporaines de la bataille de Khorgos en 1768, entre la dynastie Qing et les Dzungars de Mongolie occidentale, montrent les Dzungars montés principalement armés de mousquets. Malgré les changements intervenus dans la construction des arcs au fil du temps, la tradition mongole du tir à l'arc a été continue. Les traditions du tir à l'arc mongol ont été partiellement maintenues en vie par la cour impériale Qing, qui maintenait une cohorte de gardes du corps impériaux mongols spécialement formés au tir à l'arc avec des arcs de Mandchourie. Peu à peu, la construction d’arcs composites en Mongolie, en Chine et au Tibet s’est largement déplacée vers des arcs dérivés du mandchou au point où l'arc mongol traditionnel utilisé notamment au festival de Nandaam dérive en réalité du modèle popularisé par les Mandchous.

## Construction
Les arcs mongols anciens et modernes font partie de la tradition asiatique des arcs composites. Le noyau est en bambou, avec une corne sur le ventre (faisant face à l'archer) et un tendon sur le dos, liés ensemble par de la colle animale. Comme la colle animale est dissoute dans l'eau, les arcs composites peuvent être endommagés par la pluie ou l'excès d'humidité. Une enveloppe d'écorce de bouleau (imperméable) peut offrir une protection limitée contre l'humidité et les dommages mécaniques. L'arc est généralement stocké dans un étui en cuir pour le protéger lorsqu'il n'est pas utilisé.

## Les flèches
Le bouleau est un matériau typique pour les flèches. La longueur normale d'une flèche est comprise entre 80 et 100 cm, et le diamètre du tube est d'environ 1 cm.
En ce qui concerne les garnitures, on préfère les plumes de queue de grue, mais les plumes de queue de tous les oiseaux sont utilisables. Les plumes d'aigle constituent une flèche particulièrement prisée, mais comme les aigles sont rares, la plupart des flèches ne peuvent évidemment pas avoir des plumes d'aigle. On dit que les plumes prélevées sur les ailes volent moins bien une fois en l'air. Par conséquent, quand le choix est donné, les plumes de la queue sont préférés. Les Mongols accordent une attention particulière aux moindres détails, la position des garnitures par rapport à leur taille et la partie de l'oiseau dont elles proviennent ont une grande importance pour une rotation correcte et un bon équilibre dans les airs. Par conséquent, ces facteurs sont minutieusement pris en compte lors de la réalisation de flèches suivant l'ancienne norme mongole.
Les pointes de flèches peuvent être des lames en métal utilisées pour le gros gibier (ou la guerre), des pointes en os ou en bois, utilisées pour la chasse aux oiseaux et aux petits animaux. L'impact élevé de cet arc garantit que toucher un point osseux sera mortel en frappant le corps d'un petit animal ou d'un oiseau. Les flèches sifflantes sont également utiles pendant la chasse, car le sifflement a pour effet de faire s'arrêter la proie, curieuse de voir ce qu'il y a dans le ciel. Cela donne au chasseur le temps de lancer une seconde flèche, cette fois en visant la tête pour tuer l'animal. Ces flèches sifflantes sont faites en insérant une pointe de flèche en os dans laquelle des canaux d'air ont été créés. Lorsqu'elles sont tirées, ces pointes de flèche produisent un son très audible dans les airs.

## Portée
Une inscription, probablement de 1226, a été trouvée sur une stèle de pierre à Nertchinsk, en Sibérie. Elle pourrait signifier : « Alors que Chinggis Khan tenait une assemblée de dignitaires mongols, après sa conquête de Sartaul (actuel Xinjiang), [le neveu de Chinggis], Esungge a tiré sur une cible à 335 alds (536 mètres) ».
Dans son roman historique Khökh Sudar, Injinashi, philosophe, historien et écrivain mongol, imagine la compétition entre tous les hommes mongols vers 1194–1195 : cinq archers frappèrent chacun trois fois la cible à une distance de 500 arcs (1 arc = au moins 1 mètre). [réf. nécessaire]

## Technique mongole

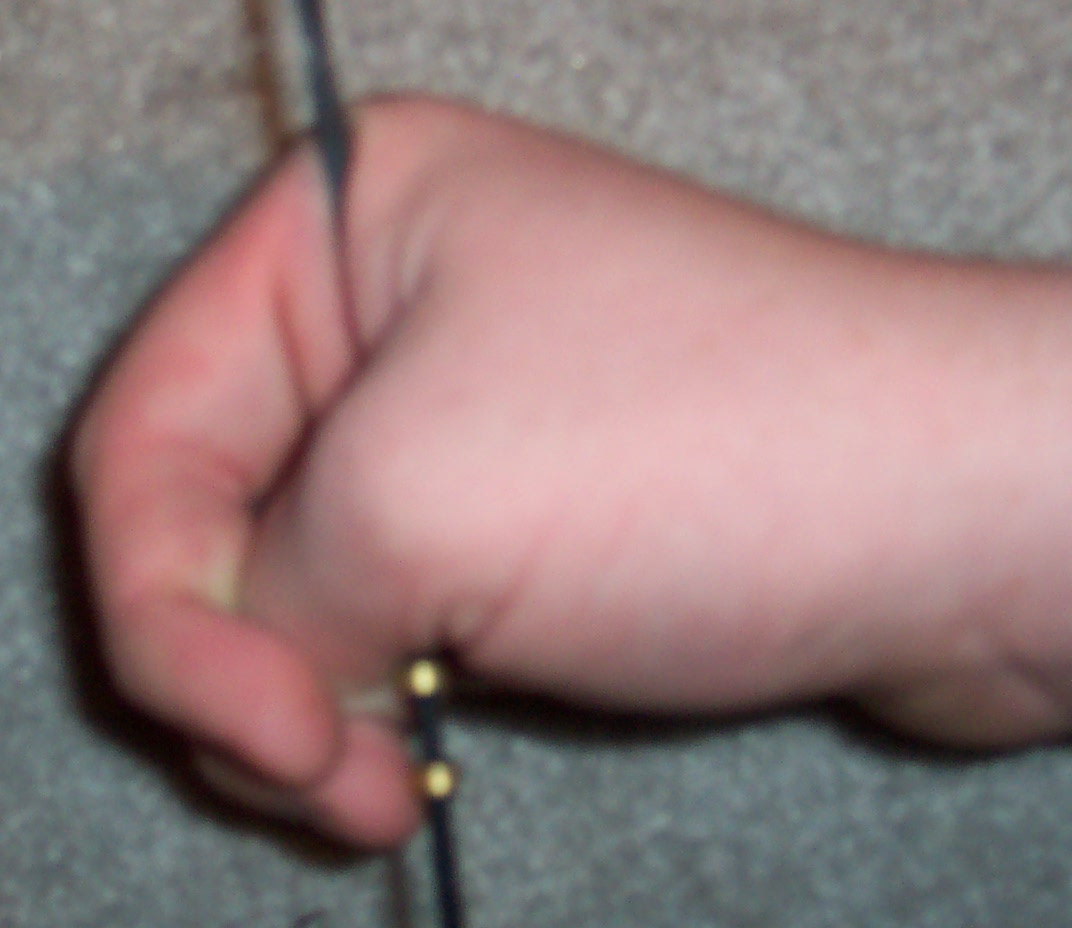
La technique mongole.

La technique mongole, consiste à tirer la corde en utilisant uniquement le pouce, le doigt le plus puissant, pour saisir la corde. Autour du dos du pouce, l’index ou le majeur renforcent la prise. C'est la technique traditionnelle dans les steppes asiatiques, ainsi qu'en Corée, au Japon, au Tibet, en Chine, en Turquie, en Inde et en Perse récente. Il a également été utilisé par Ishi, le dernier des Yana, avec ses arcs courts.
Cela donne une prise plus étroite sur la corde, puisqu'un seul doigt est utilisé, ce qui peut aider à éviter le « pincement de corde » avec des arcs plus courts, comme les arcs composites normalement utilisés à cheval. Les archers mongols portaient un anneau en cuir, os, corne et, dans certains cas, en argent pour protéger le pouce. Cela peut également éviter un problème occasionnellement rencontré par les archers utilisant la version méditerranéenne, lorsque les trois doigts ne libèrent pas exactement au même moment et nuisent donc à la trajectoire de la flèche.
Cette version est normalement utilisée avec la flèche sur le côté droit de l'arc pour un archer droitier qui tient l'arc dans la main gauche et tire à droite; un archer gaucher inversera généralement cette méthode.

## Galerie

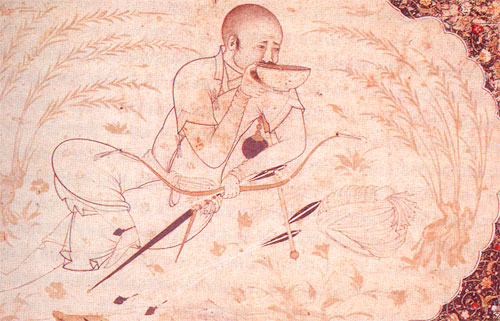
Houlagou Khan avec l'arc composite plus ancien utilisé pendant la conquête mongole.
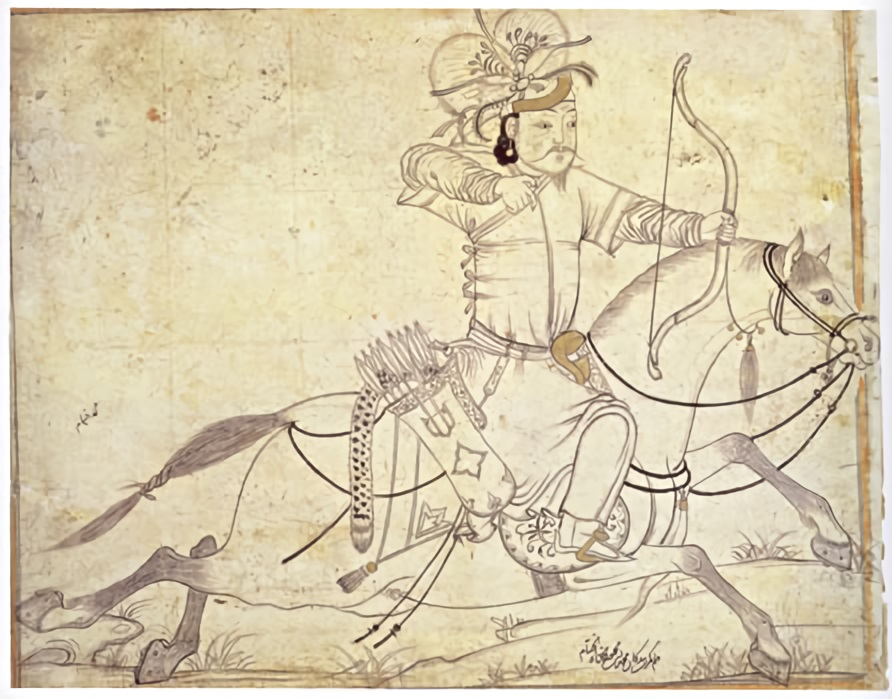
Une représentation timuride d'un archer mongol. (Signé (en bas à droite): Muhammad ibn Mahmudshah al-Khayyam, début du XVe siècle).
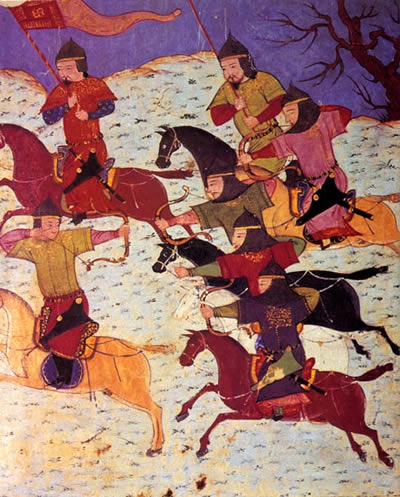
Pendant la conquête mongole, les cavaliers mongols utilisaient un arc plus petit adapté au tir à l'arc.